# آلبرت کامپو بائسا
 آلبرت کامپو بائسا (انگلیسی: Alberto Campo Baeza؛ زادهٔ ۱۹۴۶) یک معمار اهل اسپانیا و استاد دانشگاه است.
کامپو بائسا در سال 1982 از مقطع دکتری دانشگاه پلی تکنیک مادرید فارغ التحصیل شد و سپس در دانشگاه های بسیاری از جمله مؤسسه فناوری فدرال زوریخ، (ETH) دانشگاه هاروارد، دانشگاه کلمبیا و باوهاوس وایمار تدریس کرده است. 
شیوه کاری او را باید در چارچوب معماری مدرن سفیدی تعریف کرد که با ویژگی های خاص معماری اسپانیا ترکیب شده است. از او به عنوان مینیمالیستی یاد می شود که در کنار معمارانی چون دیوید چیپرفیلد او از مدافعین حذف رنگ در معماری به منظور افزایش اثرگذاری نور طبیعی محسوب می شود.

آثار او جوایز بسیاری را از آن خود کرده است: از جمله جایزه ملی معماری اسپانیا در سال 2020.  نوشته های او در مجلات معتبر بسیاری منتشر شده و همیشه پرمخاطب بوده است. همچنین کارها و ترسیماتش هم در نمایشگاه های بسیاری به نمایش در آمده که از آن جمله می توان به نمایشگاه در موزه هنر مدرن نیویورک به سال 2006 و با موضوع به خصوص کارهای او اشاره کرد.

## ترجمه نوشته‌ها به فارسی
- در باب زیبایی، ترجمه احسان حنیف، در فصلنامه شارستان، شماره ۴۰–۴۱
- لفظ معاصر به چه معنی است، ترجمه پرند فرهادی، در فصلنامه شارستان، شماره ۴۴–۴۵.